# Центральна мечеть Нальчика

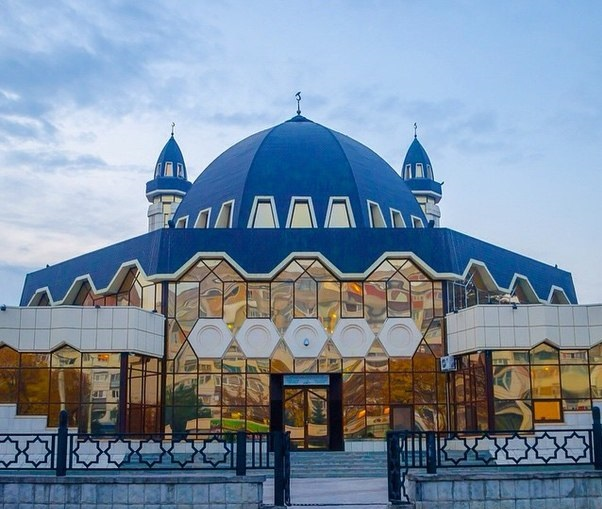

Центральна мечеть Нальчика (кабард.-черк. Налшик і курит мєджіт, карач.-балк. Налчикъ орта міжгіт) - соборна мечеть міста Нальчик в Кабардино-Балкарії. 

## Історія
Ескізний проект мечеті належить архітектору Андрію Асанову. Його роботу було відібрано у конкурсі, проведеному адміністрацією міста Нальчика разом із Кабардино-Балкарською організацією Союзу архітекторів Росії.
Будівництво нової мечеті міста Нальчик розпочалося на початку 2000 року на місці колишнього кінотеатру "Юність". При будівництві внутрішньої та зовнішньої обробки в основному були використані місцевий камінь та штучні матеріали, що імітують камінь. Офіційно відкрито 20 травня 2004 року.

## Характеристика
Мечеть має яскраво виражений регіональний характер. Будівля збудована суворо симетричним моноблоком. Два мінарети заввишки близько 30 метрів візують головний вхід.
Квадратна на рівні першого поверху будівля, на другому поверсі трансформується у восьмигранник, центральна частина якого увінчується куполом. Висота будівлі до вершини бані становить 21 метр. Загальна площа споруди – 1700 квадратних метрів.
Головний фасад відповідно до містобудівних норм розташований паралельно вулиці Шогенцукова, при цьому він опинився під кутом 45 градусів у напрямку Мекки. Але за ісламським каноном молитовний зал має бути розгорнутий у бік Мекки, і ця умова була виконана завдяки переорієнтуванню другого поверху.
Передбачено два входи до мечеті — головний вхід з боку вулиці Шогенцукова для персоналу Духовного управління та з боку скверу вхід для парафіян. До вестибюлю головного входу примикають два блоки приміщень окремо для чоловіків та жінок, що включають хол-гардероб та кімнату для обмивання.
У мечеті два молельні зали. Чоловіча розташована на другому поверсі, і жіноча розташована на задньому лівому кутку першого поверху.
Також у соборній мечеті знаходиться Духовне управління мусульман Кабардино-Балкарії (ДУМ КБР).

## Галерея

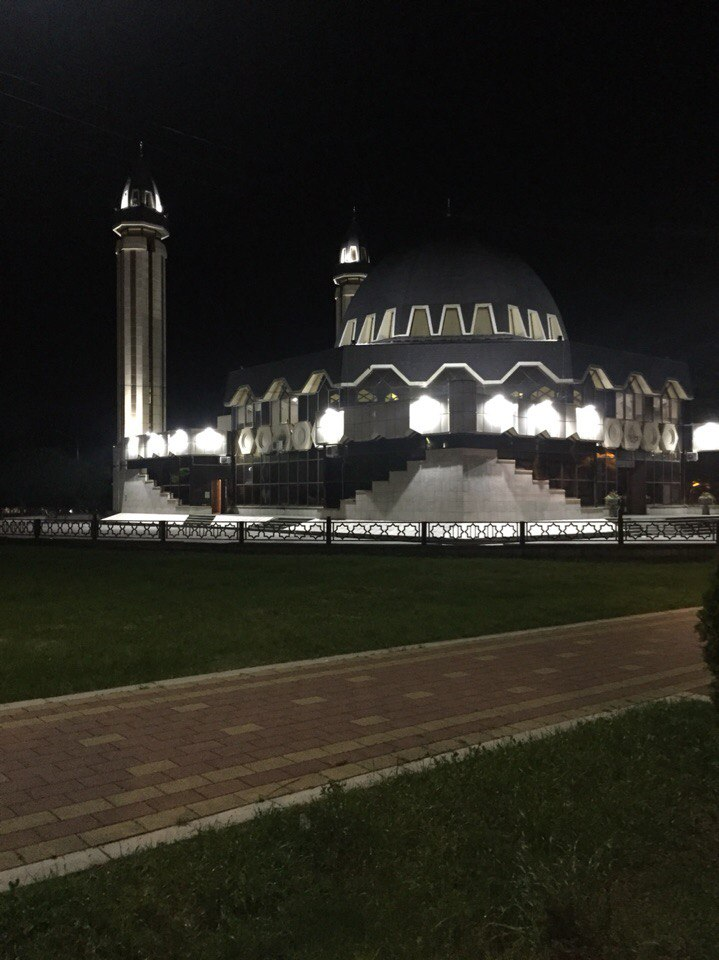
Мечеть вночі